# Carlos Johnny Méndez
Carlos J. Méndez Núñez (30 de junio de 1960) es un abogado y político puertorriqueño. Representa al Distrito 36 en la Cámara de Representantes de Puerto Rico desde el 2 de enero de 2005 y sirvió como presidente de la cámara por el período 2017-2021. Es miembro del Partido Nuevo Progresista y está afiliado al Partido Republicano de los Estados Unidos.

## Primeros años y educación
Carlos John Méndez Núñez más conocido como Johnny Méndez es natural de la ciudad de Fajardo. Cursó los grados primarios en el centro educativo privado Colegio Santiago Apóstol y luego estudios superiores en institución educativa pública Dr. Santiago Veve Calzada.
Posteriormente curso estudios universitarios en la Universidad de Puerto Rico, donde obtuvo el grado de Bachillerato en Artes con concentración en Relaciones Laborales y un Minor en Administración de Empresas, también inició estudios Leyes en calidad de Juris Doctor en la Universidad Interamericana de Puerto Rico.

## Carrera política
Méndez fue elegido por primera vez a la Cámara de Representantes de Puerto Rico en las elecciones generales de 2004, siendo reelegido en las de 2008, y 2020.
Durante su primer término sirvió como Presidente de la Comisión de Empleo y Relaciones Laborales y como Vicepresidente de la Comisión de Leyes y Asuntos Municipales. Tras su reelección en las elecciones de 2008 fue designado Presidente de la Comisión de Gobierno. El 25 de febrero de 2011 fue electo por sus compañeros representantes del Partido Nuevo Progresista como portavoz de dicho partido reemplazando a Rolando Crespo Arroyo. Fue electo por los demás representantes como Presidente de la Cámara de Representantes para el periodo 2017-2021. En las elecciones de 2020 el Partido Nuevo Progresista perdió la mayoría en la Cámara de Representantes y Méndez dejó de la presidencia de la cámara. Tras estos eventos, Méndez volvió al cargo de Portavoz del PNP.
En septiembre de 2023 Méndez anunció su apoyo a la entonces Comisionada Residente Jenniffer González en las elecciones primarias de 2024.

## Vida personal
Méndez creció en un hogar adoptivo y, aunque formó parte del núcleo familiar desde los dos años de edad, no fue hasta que cumplió 19 años que el proceso de adopción fue completado. Está casado con Lisandra Maldonado cuyos hijos Axel y Kahlil adoptó. Además, en 2018 adoptó junto a su esposa una niña de 4 años llamada Alysha Kaleila. Es residente del municipio de Luquillo.

## Historial electoral
| Elección | Cargo                              | Partido | Partido | Votos  | %    | Posición | Resultado |
| -------- | ---------------------------------- | ------- | ------- | ------ | ---- | -------- | --------- |
| 2004     | Representante por el 36.º distrito |         | PNP     | 21,343 | 50.6 | 1.º      | Electo    |
| 2008     | Representante por el 36.º distrito |         | PNP     | 22,482 | 54.9 | 1.º      | Reelecto  |
| 2012     | Representante por el 36.º distrito |         | PNP     | 20,878 | 51.0 | 1.º      | Reelecto  |
| 2016     | Representante por el 36.º distrito |         | PNP     | 20,451 | 61.3 | 1.º      | Reelecto  |
| 2020     | Representante por el 36.º distrito |         | PNP     | 11,247 | 45.3 | 1.º      | Reelecto  |